# Кира (притока Вјаде)
Кира (рус. Кира; лет. Kira) летонско-руска је река. Десна је притока реке Вјаде (притоке Великаје), те део басена реке Нарве и Финског залива Балтичког мора.
Протиче преко регије Латгалије на крајњем истоку Летоније, те преко Питаловског и Палкинског рејона на крајњем западу Псковске области Русије. Протиче преко географске територије означене као Псковска низија.
У Вјаду се улива на њеном 16 километру узводно од ушћа, као њена десна притока. Укупна дужина водотока је 60 km, док је површина сливног подручја 295,4 km² (од чега је 276,8 km² на територији Летоније).
Њена најважнија притока је река Тростјанка коју прима са десне стране на 25. километру узводно од ушћа.